# Fonzie
Fonzie es una banda de música pop rock portuguesa formada el año 1996 en Lisboa por el vocalista y guitarrista Hugo Maia, el guitarrista David Marques, el bajo Carlos Teixeira y baterista João Marques. El grupo ha sido nominado como mejor grupo portugués en los MTV Europe Music Awards de 2003 y 2007. 
En mayo de 1997 publicaron su primer registro promocional titulado Bring me up, y que estuvo compuesto por cuatro temas, tras esta grabación, la banda fue contratada por Ataque Sonoro para editar su primer álbum de estudio. Así, en mayo de 1998, comienzan a grabar su disco The Melo Pot en el estudio Éxito de Lisboa, el que consideró diez temas y recibió críticas positivas.
En 2001, parten a Suecia con el fin de grabar Built to Rock, su segundo álbum; este registro fue producido por Pelle Saether, quien además había trabajado para bandas como The Hives, Millencolin y Fun At All, entre otros. El álbum contó con la participación especial de Janson, vocalista de Fun At All, y fue lanzado en Portugal en abril de 2002; los sencillos promocionales fueron Rock my heart, Drive my vespa to the movies, I miss ya y Secret spot
En virtud de la distribución de “Built to rock” en diferentes mercados discográficos, el grupo realizó diversas presentaciones en Estados Unidos (2002), Brasil, Japón, Hong Kong y Singapur (2003).
Al regreso de su gira, fueron nominados a los MTV Europe Music Awards, en la categoría de mejor artista de Portugal, galardón que por primera vez se comienza a otorgar con el fin de premiar a aquellos artistas portugueses que se hayan destacado en el panorama musical portugués.
A finales de 2003, la banda comienza a grabar Wake up Call en Suecia, junto al productor Pelle Saether. Este registro tuvo como invitado especial a Nicola Sarcevic, vocalista de Millencolin. El vídeo musical de su sencillo Gotta get away fue realizado en Estados Unidos por Darren Doane, mientras que las fotografías promocionales fueron realizadas por Joanne Smetts.

## Giras
Fonzie realiza una gira durante los años 2004 y 2005 para presentar el disco Wake Up Call a nivel mundial.
- Europa: - más de 40 fechas en 12 diferentes países incluyendo los principales festivales de Verano, y salas tan importantes como The Garage en Londres, Carling Academy en Birmingham, Dour Festival en Bélgica o SuperBock SuperRock y Rock in Rio en Portugal.
- EE. UU.: - otras tantas fechas, forman parte de la gira de la banda. Y una canción del grupo es elegida para ser la banda sonora de la serie de Mtv Laguna Beach. Y actúan en varios programas y series de televisión de EE. UU., como MTV, MTV2, Fuzz, Alternative Press, etc. lo que le llevó a una relativa fama en Estados Unidos que dura hasta hoy en día.
- Japón - Es aquí en Japón donde Fonzie es considerado un grupo de importancia con más de 30.000 copias vendidas y todas las entradas para sus conciertos aquí agotadas meses antes de este.
- Australia: - 18 fechas en la primera visita a este continente, donde debido al éxito del sencillo “Gotta get away” que alcanzado el TOP 3 en las principales radios australianas al lado de nombres como Jet, Good Charlotte, etc. los llevó a ser invitados como “Cabezas de cartel” donde siempre con las salas llenas consiguieron agotar las entradas en 4 de las 18 fechas.
- América del Sur: - Brasil, Venezuela, Colombia, Chile y Ecuador fueron los países donde pasaron 20 fechas más de los Fonzie, 18 de las cuales agotadas meses antes.

El 5 de agosto de 2009, comparten escenario con Linkin Park en el festival Rock One 09 realizado en el Autódromo internacional do Algarve en la ciudad de Portimâo.

## Miembros
- Hugo Maia - Voz y Guitarra
- João Marques - Batería
- David Marques - Guitarra y coros
- Carlos Teixeira - Bajo y coros

## Discografía

### Álbumes de estudio
- 1998 - The Melo Pot
- 2002 - Built To Rock
- 2004 - Wake Up Call
- 2007 - Shout It Out
- 2010 - Caminho

### EP
- 1997 - Bring Me Up
- 2019 - 96

### Sencillos
- 2001 - Rock My Heart (Always)
- 2001 - Drive My Vespa to the Movies
- 2001 - I Miss Ya
- 2003 - Gotta Get Away
- 2003 - Move into You
- 2003 - Say Hello
- 2007 - Crashin’ Down
- 2007 - Shout It Out
- 2008 - Lost
- 2009 - A Tua Imagem
- 2010 - Caminho
- 2010 - A Grande Queda